# Calamus kiahii
Calamus kiahii är en enhjärtbladig växtart som beskrevs av Caetano Xavier Furtado. Calamus kiahii ingår i släktet Calamus och familjen Arecaceae. Inga underarter finns listade i Catalogue of Life.